# 岡山優花
岡山 優花（おかやま ゆうか、1999年4月1日 - ）は、日本の元子役。ウォーターブルーに所属していた。

## 出演作品

### 映画
- BOX 袴田事件 命とは（2010年） - 典道の次女 役
- 神隠し（2011年） - 勅使河原なつみ 役

### テレビドラマ
- 月曜ゴールデン 世直し公務員ザ・公証人 第4作（2004年）
- 虹のかなた（2004年）
- 上を向いて歩こう〜坂本九物語〜（2005年） - 遠藤八千代（幼少期） 役
- 金曜プレステージ 赤い霊柩車 第25作（2010年）
- マジすか学園3 第8・12話（2012年）

### テレビ番組
- わたしが子どもだったころ 山崎バニラ篇（2008年）